# Inversidens
Inversidens је род слатководних шкољки из породице Unionidae, речне шкољке.

## Врсте
Врсте у оквиру рода Inversidens:
- Inversidens brandtii (Kobelt, 1879)
- Inversidens pantoensis (Neumayr, 1899)